# Глиняный
Глиняный (укр. Глиняний) — село в Бедевлянской сельской общине Тячевского района Закарпатской области Украины.
Население по переписи 2001 года составляло 301 человек. Почтовый индекс — 90561. Телефонный код — 3134. Код КОАТУУ — 2124480403.